# Maria Paternò Arezzo
Maria Concetta Silvia Paternò Arezzo (Catania, 11 dicembre 1869 – Messina, 28 dicembre 1908) è stata una nobile e filantropa italiana.

## Biografia
Principessa di Castellaci, nasce a Catania da Giuseppe Maria Alvaro Paternò (1842 - 1916) della famiglia Paternò,  V Principe di Sperlinga dei Manganelli, VI Duca di Palazzo e XIII Barone di Manganelli, e da Vincenzina Nunzia Giorgia Arezzo (1850 - 1888) dei baroni di Donnafugata. Nipote di Corrado Arezzo de Spuches di Donnafugata, parente di Maria Schininà e di Giuseppe Schininà di Sant'Elia, morì a soli 39 anni, senza lasciare alcun erede, sotto le macerie del terremoto di Messina del 1908 assieme al marito Don Francesco Marullo Balsamo, Principe di Castellaci e Conte di Condojanni.
Aveva lasciato anni prima, con proprie volontà testamentarie (datate, 8 febbraio 1900), un ingente patrimonio da destinare alla costruzione del primo ospedale di Ragusa, che doveva servire ad assicurare almeno 30 posti letto alla cura e al soccorso dei bisognosi della sua amata città, che dovette a malincuore lasciare dopo il matrimonio per trasferirsi a Messina.
L'ospedale, iniziato solo nel 1914 grazie all'opera del Cav. Corrado Arezzo Giampiccolo (nominato suo erede testamentario) ed ultimato dopo molte difficoltà nel 1923, è stato successivamente unificato con l'Ospedale Civile di Ragusa per dar luogo all'Azienda Ospedaliera "Civile - M. Paternò Arezzo", divenuta poi un importante policlinico con terapie d'avanguardia.
Sulla facciata del Palazzo Arezzo, a Ragusa Ibla, è rimasta una lapide marmorea in suo ricordo e una via di Ragusa Ibla è a lei dedicata; il Comune di Ragusa, in accordo con la Croce Rossa, ha organizzato delle celebrazioni in sua memoria.